# Puštička pouzdernatá

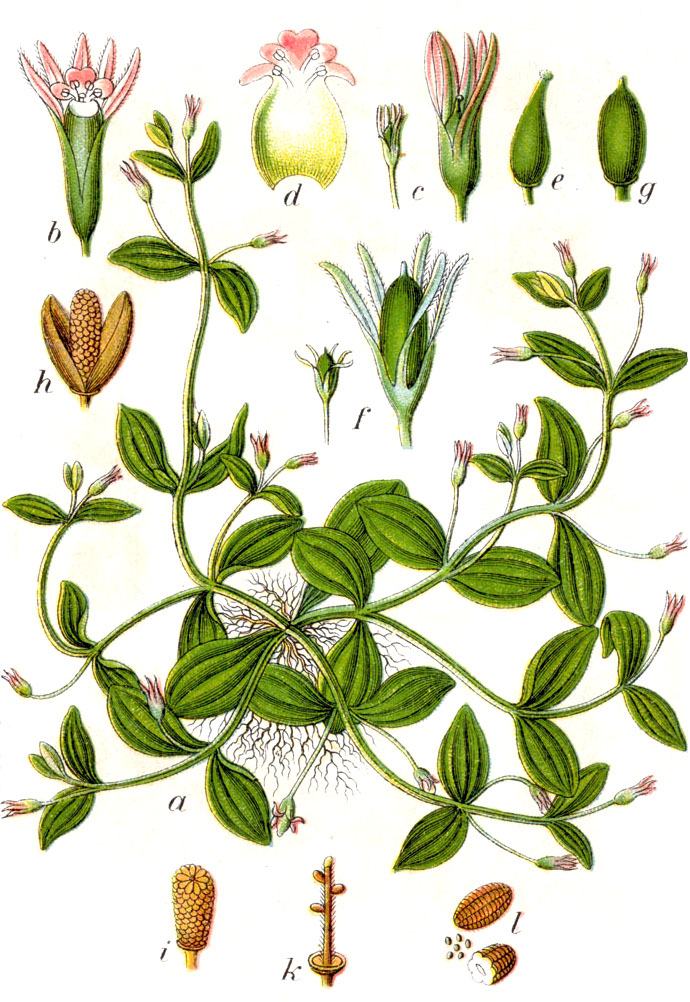
Ilustrace rostliny

Puštička pouzdernatá (Lindernia procumbens), někdy také s českým jménem puštička rozprostřená, je drobná a nenápadná bylina, kriticky ohrožený hygrofyt. Roste na místech dlouhodobě zaplavených vodou, které jen na krátkou dobu vysychají. Je to druh rodu puštička a je chráněný v celé Evropské unii v rámci projektu Natura 2000.

## Rozšíření
Vyskytuje se mimo Britské ostrovy a Skandinávii téměř v celé Evropě, od Španělska na západě až po Ural na východě. Dále je východním směrem rozšířena přes Sibiř až do oblasti Altaje a přes střední Čínu jak do Přední a Zadní Indie, tak i do Japonska. Druhotně roste také v Austrálii, na Havaji i v Severní Americe.
V České republice byla puštička pouzdernatá vždy vzácná, v současnosti je rozšířena hlavně v Třeboňské pánvi. Dále se v menší míře vyskytuje v Českobudějovické pánvi a kolem soutoku řeky Moravy s Dyjí. Občasně bývá přechodně zaznamenávána také na omezených mokřadních lokalitách kolem řek Labe, Vltavy, Moravy nebo Odry. Od roku 2004 také roste po managementovém zásahu v přírodní rezervaci Novořecké močály v inundaci Nové řeky v okrese Jindřichův Hradec. Puštička pouzdernatá se tam spontánně rozšířila po vyhloubení mělkých tůní pro vodní ptactvo.

## Ekologie
Je to jeden z mála druhů rostlin české flory prospívajících na humózních, bahnitých nebo písčitých obnažovaných dnech vodních nádrží, které jsou pravidelně odvodňovány (rybníky s rybím plůdkem nebo rybí sádky) či letněny nebo ve slepých říčních ramenech s kolísavou výškou vody. Nepravidelně se objevuje i v přirozených mokřadech, ve kterých se při déle trvajícím suchu snižuje hladina vody. Za všeobecně vhodná místa jsou považována plytce zaplavená stanoviště, na kterých ale nehrozí konkurence jiných rostlin. Pokud je hladina vody trvale vysoká nastává situace, že na své lokalitě i několik let nevyroste.

## Popis
Jednoletá, nízká rostlina s početnými tenkými kořínky. Ze středu růžice přízemních listů vyrůstá čtyřhranná 5 až 15 cm dlouhá, přímá, vystoupavá nebo poléhavá lodyha které se od báze silně větví a je v uzlinách schopna zakořenit. Je porostlá protistojnými přisedlými listy s čepelemi elipsovitými až podlouhlými, celokrajnými nebo jemně pilovitými a na konci tupě zakončenými. Bývají dlouhé asi 20 mm a široké 10 mm, jsou zelené nebo modrozelené a při žilkách jsou žláznatě chlupaté.
Oboupohlavné květy na stopkách 10 mm dlouhých vyrůstají jednotlivě z paždí drobných listenů. Často se 2,5 až 4 mm dlouhé květy vůbec neotvírají a koruna setrvává na plodu, řidčeji se 5 až 6 mm dlouhé květy otvírají a koruna je pak opadavá. Kalich je hluboce dělený na pět čárkovitě kopinatých a na okraji jemně zoubkovaných lístků asi 4 mm dlouhých. Dvoupyská koruna má světle růžový horní pysk dvoulaločný a větší nažloutlý spodní trojlaločný (střední lalok je největší), trubka koruny je bílá. Tyčinky jsou dvoumocné, dvě přední jsou umístěny v ústí korunní trubky a dvě zadní v horní polovině trubky. Vejčitý horní semeník má tenkou bliznu s dvoulaločnou čnělkou. Květy rozkvétají v červenci a srpnu.
Plodem je podlouhlá, mnohosemenná kulovitá až vejčitá tobolka, zhruba stejně dlouhá jako trvalý kalich. Otevírá se dvěma chlopněmi, obsahuje žlutohnědá, mírně ohnutá semena dlouhá 0,3 mm s pěti tupými příčnými žebry. Druh se rozmnožuje semeny, která se nejčastěji šíří vodou.

## Ochrana
Zachování puštičky pouzdernaté i pro budoucnost je závislé na pravidelném letnění rybníků, výskytu mokřadů s kolísavou hladinou spodní vody a litorálních pásem střídavě zaplavovaných a vysychajících. Biotopy ve kterých vyrůstá jsou v Česku poměrně vzácné, převážná část jich byla v minulosti zlikvidována při regulování břehů řek.
Na přírodních stanovištích lze jen stěží poskytovat druhu přímou péči. Mohou být však monitorovány nepravidelné výskyty závislé na přírodních podmínek. Jednou z možností jak přispět k zachování druhu je požadovat na rybích sádkách a rybnících v jarních měsících obnažování dna, případně za vyšších finančních nákladů vytvářet na příhodných místech podmínky obdobné těm na Novořeckých močálech a snažit se tam puštičku pouzdernatou rozšířit.
Druhu je poskytována nejvyšší možná právní ochrana, je zahrnut mezi druhy chráněné evropskou Bernskou úmluvou. VEvropské unii je chráněn v rámci projektu Natura 2000 a v České republice je v „Seznamu zvláště chráněných druhů rostlin“ stanoveném vyhláškou Ministerstva životního prostředí ČR č. 395/1992 Sb. ve znění vyhl. č. 175/2006 Sb., stejně jako v „Červeném seznamu cévnatých rostlin České republiky“ z roku 2012, považován za druh kriticky ohrožený (§1) a (C1t). Obdobně je i na Slovensku ((slovensky) lindernia puzdierkatá) hodnocená jako druh kriticky ohrožený.